# Stalin Ortiz
Stalin Bog Ortiz Quiñones (Buenaventura, 8 febbraio 1981) è un cestista colombiano.

## Palmarès
- Campionato colombiano: 2

Piratas de Bogota: 2003, 2004
- Coppa Italia: 1

Scandone Avellino: 2008